# السدیر مک‌اینتایر
الَستر چالمرز مک‌اینتایر (به انگلیسی: Alasdair MacIntyre) (زادهٔ ۱۲ ژانویه ۱۹۲۹، گلاسکو، اسکاتلند-۲۱ مه ۲۰۲۵) فیلسوف نو-ارسطویی معاصر است که او را در زمرهٔ اجتماع‌گرایان قرار می‌دهند. اهمیت او به‌دلیل مساهمت‌اش در فلسفهٔ اخلاق و فلسفهٔ سیاسی است. کتاب در پی فضیلت او بیش از ۱۷۰ بار در جهان‌انگلیسی‌زبان تجدید چاپ شده‌است.

## زندگی
الستر مک‌اینتایر در ۱۲ ژانویهٔ ۱۹۲۹ در گلاسکو زاده شد و تحصیلاتش را در انگلستان گذراند. وی لیسانس خود را در دانشگاه کویین‌مری لندن گذراند و فوق لیسانس خود را از دانشگاه منچستر گرفت. وی از ۱۹۵۱ کار تدریس را از دانشگاه منچیتر آغاز کرد و در دانشگاه‌های آکسفورد، پرینستون، براندی، بوستون، دوک، و همچنین نتردام تدریس داشته‌است. او مدتی نیز ریاست بخش شرقی انجمن فلسفی آمریکا را به‌عهده داشت.

## پانوشت‌ها
1. ↑  «ترجمهٔ کتاب در پی فضیلت». بایگانی‌شده از اصلی در ۳۱ دسامبر ۲۰۱۱. دریافت‌شده در ۷ دسامبر ۲۰۱۱.
2. ↑  «خدا، فلسفه، دانشگاه‌ها». opac.nlai.ir. بایگانی‌شده از اصلی در ۱۳ آوریل ۲۰۲۱. دریافت‌شده در ۲۰۲۱-۰۴-۱۳.